# Sabrina Casanova
Sabrina Casanova – włoska fizyk, doktor habilitowany nauk fizycznych. Profesor nadzwyczajny w krakowskim Instytucie Fizyki Jądrowej PAN.

## Życiorys zawodowy
Dyplom magistra fizyki uzyskała na Uniwersytecie Rzymskim „La Sapienza” w 1997 (praca magisterska: On the geometrization of spinorial fields). Doktorat z fizyki otrzymała w 2001 na podstawie pracy Analysis of non-forward quark-quark collerator, przygotowanej na Uniwersytecie w Pawii oraz na Uniwersytecie w Wuppertalu (niem. Bergische Universität Wuppertal). Staże naukowe odbywała kolejno w: Max Planck Institute for Radio Astronomy w Bonn (2001-2003), Los Alamos National Laboratory (2004-2006), Max Planck Institute for Nuclear Physics w Heidelbergu (2006-2010 oraz 2012-2013), Uniwersytecie w Bochum (Ruhr-Universität Bochum, 2010-2011) oraz w Université de Paris VII (2011-2012). Od 2013 jest pracownikiem krakowskiego Instytutu Fizyki Jądrowej PAN.
Habilitowała się w 2016 na podstawie oceny dorobku naukowego i cyklu publikacji pt. Emisja promieniowania gamma z obłoków molekularnych - pochodzenie i transport promieniowania kosmicznego w Galaktyce.
Swoje prace publikowała w takich czasopismach jak m.in. „Monthly Notices of the Royal Astronomical Society”, „Astronomy & Astrophysics”, „Astrophysical Journal” oraz „Physical Review D”.